# PowerBook 180
Le PowerBook 180 est un ordinateur portable d'Apple. Il est lancé avec les PowerBook 145 et PowerBook 160 en octobre 1992. Il constitue le nouveau modèle haut de gamme après le PowerBook 170. Doté du même boîtier que le PowerBook 160, il en est une version plus puissante avec son processeur Motorola 68030 à 33 MHz et son unité de calcul en virgule flottante Motorola 68882. Il est en vente jusqu'en mai 1994. Il sera aussi fabriqué en version Powerbop pour, en France se connecter au réseau Bi-Bop.